# Río Gremúchkaya
El río Gremúchkaya (en ruso: Гремучкая) es un río del Gran Cáucaso en el distrito de Zelenchuk de la república de Karacháyevo-Cherkesia del sur de Rusia, en la reserva natural de Teberdá. Es afluente por la derecha del río Maruja, componente del Mali Zelenchuk, que desemboca en el río Kubán.

## Curso
El río nace en las vertientes septentrionales de la cordillera principal del Cáucaso, discurre por un abrupto valle de montaña de unos 6 km en dirección norte antes de desembocar en la orilla derecha del río Maruja.